# Nymboida-Nationalpark
Der Nymboida-Nationalpark ist ein Nationalpark im Nordosten des australischen Bundesstaates New South Wales, 485 km nördlich von Sydney, 50 km westlich von Grafton und 60 km östlich von Glen Innes.
Der Park liegt südlich des Gwydir Highway. Nördlich schließt der Gibraltar-Range-Nationalpark an und im Westen der Barool-Nationalpark. Der Mann River und sein Nebenfluss, der Nymboida River, durchfließen den Park. Im Ostteil des Nationalparks liegt die Mündung des Nymboida River.
Der Nymboida-Nationalpark ist nur auf unbefestigten Straßen zu erreichen und besitzt keine touristischen Einrichtungen. Auf den beiden Flüssen kann man Wildwasserstrecken befahren. Außerdem ist Schwimmen sehr beliebt.